# バスティノ
バスティノ（欧字名:Bustino、1971年 - 1997年）は、イギリス産のサラブレッド。チャンピオン競走馬、種牡馬。 
1973年8月から1975年7月に9戦5勝。 クラシック競走のセントレジャーおよびサンダウンクラシックトライアル、ダービートライアルステークス、グレートヴォルティジュールステークスに勝利し1974年イギリス最優秀3歳馬。4歳時にはコロネーションカップをレコードタイムで勝ち、「世紀のレース」とうたわれたキングジョージ6世&クイーンエリザベスダイヤモンドステークスで*グランディの2着となった。1975年イギリス古馬チャンピオン。

## 背景
バスティノはエドガー・クーパー・ブランドにより、1967年イギリス年度代表馬バステッド Busted (GB) と繁殖牝馬シップヤード Ship Yard (GB) から生まれた。母系はローズレッド Rose Red (GB) （1924年産、F-No.1-w、父： スウィンフォード Swynford (GB) ）に遡る名牝系で、このファミリーにはエプソムダービー馬＊ラークスパー (競馬) 、アリシドン Alycidon (GB) 、マイバブー My Babu (FR) 、ベルモントステークス勝馬＊セルティックアッシュなどが出ていた 。
1歳馬としてニューマーケットのセールに送られたバスティノは、ビーヴァーブルック夫人 (英語版) の代理人で彼女のレーシングマネジャーを務めていたゴードン・リチャーズとディック・ハーン調教師によって21,000ギニーで購買された 。ビーヴァーブルック夫人は、1語7文字からなる名前を与える一風変わったネーミング（バスティノ 、＊テリモン Terimon (GB) 、ボールドボーイ Boldboy (GB) 、ニニスキ (英語版)  Niniski (USA) 、ミスティコ (英語版)  Mystiko (GB) 、ペトスキ (英語版)  Petoski (GB) ）で知られていた   。
バスティノは、トレーニングのためにウェストアイズレー（バークシャー州）のディック・ハーン調教師の元へ送られた。

## 競走経歴

### 1973年： 2歳シーズン
ハーン調教師の最高の馬の多くがそうであるように、バスティノは2歳時多くは試されなかった。唯一8月ヨークのエーコムステークスに出走し3着となった 。

### 1974年： 3歳シーズン
4月のサンダウンクラシックトライアル（G3）に出走すると2番人気となり、5ポンド多く背負った後のダービー馬スノーナイト (英語版)  Snow Knight (GB)  を破り初勝利を重賞勝ちで収めた。次走のリングフィールドダービートライアル（G3）でもスノーナイトを降し、このときは同斤量だった 。
ダービー（G1）（ 1 1/2 マイル = 12ハロン）は、ブライアン・テイラー騎手の好判断により6ハロン手前で先頭に立ったスノーナイトが逃げ切り、インペリアルプリンス Imperial Prince (GB) 、ジャコメッティ Giacometti (IRE)  に続く4着に終わった 。1～3着はタッテナムコーナーの通過順通りに決まり、先行できなかったバスティノは後方から最後の直線でジャコメッティを首差まで追い詰めたが、それは既に遅すぎた 。その後バスティノはロンシャン競馬場のパリ大賞典（G1）のためにフランスへ送られ、サガロ (競走馬) Sagaro (IRE) から2馬身差で18頭立ての2着となった。イギリスに戻ると8月にグレートヴォルティジュールステークス（G2）に勝ち、アイルランドダービー馬*イングリッシュプリンスを4馬身差で破った 。
9月のドンカスターでバスティノはセントレジャー（G1）の11対10（2.1倍）の本命となった。ハイペースをつくりだした同厩舎のラビット、リボソン Riboson (GB)  のアシストを受けたバスティノは、直線でリードを広げジャコメッティに3馬身の差を付け優勝した 。

### 1975年： 4歳シーズン
4歳シーズンを迎え再び競馬場に送り返されたバスティノは、エプソム競馬場のコロネーションカップ（G1）でダービーコースのレコードタイムを書き換えて勝利し 、後にイギリスの競馬界や主要紙が「世紀のレース」と名付けた舞台に臨んだ。

### イギリスの「世紀のレース」
バスティノは、古馬に開放されているキングジョージ6世&クイーンエリザベスダイヤモンドステークス（G1）で強敵に直面していた。 出走馬には、ネルソン・バンカー・ハントの世界の競馬史上最も偉大な牝馬の1頭ダリア Dahlia (GB) 、ミラノ大賞（G1）でダリアを破り、前走のエクリプスステークス（G1）も勝って3連勝中のシュターアピール 、エプソムダービー、アイルランドダービー（G1）を制した3歳のグランディらがいた。
バスティノの 1 1/2 マイルにおける持久力に自信を持っていたディック･ハーン調教師は、グランディを消耗させるべく2頭のラビットを出走させた。猛烈なハイペースでレースは進み、残り半マイルでバスティノとジョー・マーサー騎手が先頭に立った。すぐ後ろでバスティノをマークしていたグランディのパット・エデリー騎手も後を追い、シュターアピールを交わして2番手に上がって行った。しかし直線入り口に差し掛かる頃には3馬身以上の差が付けられており、逆転はほとんど不可能なように見えた。懸命に鞭を入れるエデリー（9回に及んだ）に答えてグランディは少しずつ差を詰め始め、2頭は他の馬を引き離した。残り1ハロンで遂にグランディがバスティノを捕らえ、勝負は決したかに見えた。が、バスティノはすぐに先頭を奪い返した。息詰まる競り合いは半ハロン続いたが、決勝線から100ヤードでグランディが前に出て、最後の数完歩で半馬身の差を付けバスティノの驚異的な走りを退けた  。更に5馬身遅れて3連覇の懸かっていたダリアは3着だった。2分26秒98の勝ちタイムはそれまでのレコードを約2秒半破り、6着までがダリアの記録した2分30秒43のレコードを更新していた。これはイギリスで記録された 1 1/2 マイルにおける最速の電気計測タイムだった 。このような稀なレースは両方の馬に代償を要求した。グランディは成功せずに一度だけ走り 、バスティノは二度と出走することはなかった。マーサーは後のインタビューでこう振り返っている。
「もちろん、そのとき我々は最終的には負けてしまったけれども、それは非常に刺激的だった。私の馬はこのレースで故障してしまったので二度と出走することは無かった。それが無ければ、恐らく我々は勝っていただろうと思う。グランディが我々に良く追いついて来たところまでは、彼はレースで勝っていたと思うが、その後彼は手前を変えて勢いをやや失い、グランディは彼を挫くために優位に立った。しかしそれは視聴者や観客に愛された偉大なレースで、2頭は偉大な馬だった。」 
オブザーバー紙による「最も偉大な競馬オールタイム10選」のリストでは、1975年7月26日アスコット競馬場のキングジョージ6世&クイーンエリザベスダイヤモンドステークスにおけるバスティノとグランディの戦いが第2位にランクされた。1位は1936年のアスコットゴールドカップにおけるオークス馬クワッシュド Quashed (GB) とアメリカ合衆国三冠馬オマハ Omaha (USA) の戦いだった 。
1週間後、バスティノにレース後初めて強めの調教を行うと、前足の腱に熱を持っているのが発見された。これは関係者以外には伏せられ、調教は乗り運動  だけに制限された。しかし強めの調教を再開すると、すぐに熱が再発した。バスティノは凱旋門賞（G1）の出走確定前投票で4対1（5倍）の本命となっていたが、8月31日、腱の故障により競走馬を引退し、ロイヤルスタッドで種牡馬入りすることが正式に発表された 。

## 評価
バスティノは、タイムフォームのレーティングで136の評価を与えられた。レート130は平均を上回るグループ1優勝馬と見なされている。ジョン・ランドールとトニー・モリスによる著作 A Century of Champions では、バスティノを20世紀最高の競走馬で87位、イギリス馬では38位に評価した 。

## 種牡馬経歴
競走馬を引退したバスティノは、種牡馬としてもバステッドの最良の産駒となり 、大いに成功した種牡馬であることを証明した。主な産駒：
- イースターサン Easter Sun (GB) - 牡、鹿毛、1977年、デイスプリング Dayspring Co. Ltd 産。母： マジカル Magical (GB) （F-No.3-j）、母の父： アグレッサー (英語版)  Aggressor (GB) （バーラム系）。2～6歳時27戦5勝、コロネーションカップ（G1）、2着： ミラノ大賞典（G1）。種牡馬 [18]。

- バストミ Bustomi (GB) - 牡、鹿毛、1978年、デイスプリング産。母： マインオウン Mineown (GB) （F-No.16-h）、母の父： ローンロケット Roan Rocket (GB)（レリック系）。2～3歳時7戦3勝、キングエドワード7世ステークス（G2）、ゴードンステークス（G3）、3着： セントレジャー（G1）。種牡馬 [19]。

- アルマアタ Alma Ata (IRE) - 牝、1978年、キルカーンスタッド Kilcarn Stud 産。母： アーマンディア Armandia (GB) （F-No.1-l）、母の父： アルサイド Alcide (GB) （ドナテッロ系）。3歳時13戦6勝、パークヒルステークス（英語版）（G2） [20]。

- キティホーク Kittyhawk (GB) - 牝、鹿毛、1978年、ポーチェスター卿 Lord Porchester 産。母： スカイフェヴァー Sky Fever (GB) （F-No.1-e）、母の父： *スカイマスター Skymaster (GB) （ザボス系）。2～3歳時9戦2勝、ロウザーステークス（英語版）（G3）、2着： クイーンエリザベス2世ステークス（G2） [21]。

- ハイトオブファッション Height of Fashion (FR) - 牝、鹿毛、1979年、エリザベス2世産。母： ハイクレア Highclere (GB) （F-No.2-f）、母の父： クイーンズハッサー Queens Hussar (GB)（ペティション系）。2～3歳時7戦5勝。2歳時は不敗。エーコムステークス、メイヒルステークス（英語版）（G3）、フィリーズマイル（G3）に勝ちイギリス2歳牝馬チャンピオン。3歳時ループステークス（ハイトオブファッションステークス (英語版) ）（LR）、プリンセスオブウェールズステークス（英語版）（G2）に勝ち、後者ではアードロス（英語版） Ardross (IRE) をコースレコードで破った。彼女はまた、クラシック二冠馬ナシュワン Nashwan (USA) や、ネイエフ Nayef (USA) 、複数のグループ競走に勝ち、2000年のイギリス繋養リーディングサイアー（Leading British-based stallion）となったアンフワイン（英語版） Unfuwain (USA) [22] の母である（詳細はハイトオブファッション参照）。

- ディッシュダッシュ Dish Dash (GB) - 牝、鹿毛、1979年、モインスパークスタッド Moyns Park Stud 産。母： ルーズカバー Loose Cover (GB) （F-No.1-k）、母の父： ヴェンチア Venture (GB) （レリック系）。2～3歳時10戦3勝、リブルスデイルステークス（G2）、3着： ヨークシャーオークス（G1）。産駒： マルーフ Maroof (USA) （牡、鹿毛、1990年、シャドウェルファーム Shadwell Farm & Shadwell Estate Co Ltd 産。父： ダンジグ Danzig (USA) （ノーザンダンサー系）。2～4歳時13戦4勝、クイーンエリザベス2世ステークス（G1）、ヴィンテージステークス（英語版）（G3）、2着：アイルランドナショナルステークス（G1）、1994年ヨーロッパ古馬チャンピオン。種牡馬） [23][24]。

- *ベッドタイム Bedtime (GB) - 騸、栗毛、1980年、ハリファックス卿 Lord Halifax 産。母： スウィートアワー Sweet Hour  (GB) （F-No.22-a）、母の父： *プリメラ Primera (GB) （トウルビヨン系）。3～6歳時16戦10勝、ゴントービロン賞（英語版）（G3）、カンバーランドロッジステークス（英語版）（G3）、セプテンバーステークス（英語版）（G3）、ブリガディアジェラードステークス（英語版）（G3）、2着：ジャパンカップ（GI）、プリンスオブウェールズステークス（G2） [25]。

- ストゥフィダ Stufida (GB) - 牝、鹿毛、1981年、ラックマンズファーム Ruckmans Farm 産。母： ザービネッタ Zerbinetta (GB) （F-No.7）、母の父： ヘンリーザセブンス Henry the Seventh (GB) （オーエンテューダー系）。2～4歳時23戦8勝、リディアテシオ賞（G1）、ロイヤルメアズ賞（G3） [26]。

- ボルシュカ Borushka (IRE) - 牝、鹿毛、1981年、アーガー・ハーン4世産、母： ヴァルダヴィア Valdavia (FR) （F-No.9-e）、母の父： リボー Ribot (GB) （セントサイモン系ラブレー分枝）。3歳時11戦4勝、パークヒルステークス（G2） [27]。産駒： ベヘーラ Behera (IRE) （牝、鹿毛、1986年、アーガー・ハーン4世産。父： ミルリーフ Mill Reef (USA) （ネヴァーベンド系）。2～3歳時7戦3勝、サンタラリ賞（G1）、ペネロープ賞（英語版）（G3）、2着： 凱旋門賞（G1）、1989年ヨーロッパ3歳牝馬チャンピオン） [28]。

- ラカポシキング Rakaposhi King (GB) - 牡、鹿毛、1982年、エドガー・クーパー・ブランド産。母： サパータイム Supper Time (GB) （F-No.1-w）、母の父： シャンタン Shantung (FR) （プリンスビオ系）。3～5歳時22戦8勝、ジョンポーターステークス（G3）、オーモンドステークス（英語版）（G3）、2着： コロネーションカップ（G1）。種牡馬 [29]。

- シュプリームリーダー Supreme Leader (GB) - 牡、鹿毛、1982年、ウォーレンヒルスタッド Warren Hill Stud 産。母： プリンセスゼナ Princess Zena (GB) （F-No.2-f）、母の父： ハビタット Habitat (USA) （サーゲイロード系）。3～4歳時16戦3勝、アールオブセフトンステークス（G3）、ウエストベリーステークス（G3）、3着： 2000ギニー（G1） [30]。クールモアスタッドの旗艦ナショナルハント種牡馬として、1987年から2001年に3,416頭（非サラブレッド除く）に種付けした [31]。

- ピーアン (英語版)  Paean (GB) - 牡、鹿毛、1983年、ロン・ショウ Ron Shaw 産。母： ミックスドアプローズ Mixed Applause (USA) （F-No.14-c）、母の父： ニジンスキー Nijinsky (CAN) （ノーザンダンサー系）。2～4歳時11戦6勝、アスコットゴールドカップ（G1）。種牡馬 [32]。

- *テリモン (英語版)  Terimon (GB) - 牡、芦毛、1986年、ヘズモンズスタッド Hesmonds Stud 産。母： ニコラスグレイ Nicholas Grey (GB) （F-No.7-a）、母の父： トラックスペア Track Spare (GB) （ザボス系）。2～6歳時31戦4勝、インターナショナルステークス（G1）、アールオブセフトンステークス（G3）2回、2着： ダービー（G1）、エクリプスステークス（G1）、コロネーションカップ（G1）、グレートヴォルティジュールステークス（G2）。3着： コロネーションカップ（G1）。種牡馬 [33]。

- ブロケット Brockette (GB) - 牝、鹿毛、1988年、マールボロー公爵 The Duke Of Marlborough 産。母： エクスプロシヴァ Explosiva (USA) （F-No.1-n）、母の父： エクスプロデント  Explodent (USA) （ニアークティック系）。2～4歳時11戦2勝、ドルメロ賞（G3）、3着： オークスディターリア（英語版） [34]。

- カニング Cunning (GB) - 牝、栗毛、1989年、R・G・ストークス、フィトックススタッド R G Stokes and Fittocks Stud 産。母： ヴァイスヴィクセン Vice Vixen (CAN) （F-No.14-c）、母の父： ヴァイスリージェント Vice Regent (CAN) （ノーザンダンサー系）。3歳時6戦4勝、プリンセスロイヤルステークス（ブリティッシュ・チャンピオンズ・フィリーズ&メアズステークス（G3）、2着： ヴェルメイユ賞（G2） [35]。

- タレンティド Talented (GB) - 牝、鹿毛、1990年、ヘズモンズスタッド産。母： トリプルリーフ Triple Reef (GB) （F-No.1-n）、母の父： ミルリーフ。2～4歳時13戦3勝、サンチャリオットステークス（G2） [36]。

- バラクシー Bulaxie (GB) - 牝、鹿毛、1991年、ヘズモンズスタッド産。母： ギャラクシーダスト Galaxie Dust (USA) （F-No.1-c）、母の父： ブラッシンググルーム Blushing Groom (FR) （レッドゴッド系）。2～3歳時9戦3勝、フレッドダーリンステークス（G3）、2着： リディアテシオ賞（G2） [37]。

バスティノは、ナシュワンやヴィンテージクロップ Vintage Crop (GB) 、デザートプリンス (英語版)  Desert Prince (GB) を始めとする多くの成功馬の母の父となり、1989年イギリス・アイルランドのリーディングブルードメアサイアーとなった。

## 血統
| バスティノの血統            | バスティノの血統                   | バスティノの血統                   | （血統表の出典）                   | （血統表の出典）   |
| 父系                        | （ブレニム系／ブランドフォード系） | （ブレニム系／ブランドフォード系） | （ブレニム系／ブランドフォード系） | [ § 2 ]            |
| 父 Busted (GB) 1963 鹿毛    | 父の父Crepello (GB) 1954 栗毛      | Donatello (FR)                     | Blenheim (GB)                      | Blenheim (GB)      |
| 父 Busted (GB) 1963 鹿毛    | 父の父Crepello (GB) 1954 栗毛      | Donatello (FR)                     | Delleana (ITA)                     |                    |
| 父 Busted (GB) 1963 鹿毛    | 父の父Crepello (GB) 1954 栗毛      | Crepuscule (GB)                    | Mieuxce (FR)                       | Mieuxce (FR)       |
| 父 Busted (GB) 1963 鹿毛    | 父の父Crepello (GB) 1954 栗毛      | Crepuscule (GB)                    | Red Sunset (GB)                    |                    |
| 父 Busted (GB) 1963 鹿毛    | 父の母Sans le Sou (GB) 1957 鹿毛   | *ヴィミー Vimy (FR)                | Wild Risk (FR)                     | Wild Risk (FR)     |
| 父 Busted (GB) 1963 鹿毛    | 父の母Sans le Sou (GB) 1957 鹿毛   | *ヴィミー Vimy (FR)                | Mimi (FR)                          |                    |
| 父 Busted (GB) 1963 鹿毛    | 父の母Sans le Sou (GB) 1957 鹿毛   | Martial Loan (GB)                  | Court Martial (GB)                 | Court Martial (GB) |
| 父 Busted (GB) 1963 鹿毛    | 父の母Sans le Sou (GB) 1957 鹿毛   | Martial Loan (GB)                  | Loan (GB)                          |                    |
| 母 Ship Yard (GB) 1963 栗毛 | 母の父Doutelle (GB) 1954 栗毛      | Prince Chevalier (FR)              | Prince Rose (GB)                   | Prince Rose (GB)   |
| 母 Ship Yard (GB) 1963 栗毛 | 母の父Doutelle (GB) 1954 栗毛      | Prince Chevalier (FR)              | Chevalerie (FR)                    |                    |
| 母 Ship Yard (GB) 1963 栗毛 | 母の父Doutelle (GB) 1954 栗毛      | Above Board (GB)                   | Straight Deal (GB)                 | Straight Deal (GB) |
| 母 Ship Yard (GB) 1963 栗毛 | 母の父Doutelle (GB) 1954 栗毛      | Above Board (GB)                   | Feola (GB)                         |                    |
| 母 Ship Yard (GB) 1963 栗毛 | 母の母Paving Stone (GB) 1946 鹿毛  | Fairway (GB)                       | Phalaris (GB)                      | Phalaris (GB)      |
| 母 Ship Yard (GB) 1963 栗毛 | 母の母Paving Stone (GB) 1946 鹿毛  | Fairway (GB)                       | Scapa Flow (GB)                    |                    |
| 母 Ship Yard (GB) 1963 栗毛 | 母の母Paving Stone (GB) 1946 鹿毛  | Rosetta (GB)                       | Kantar (FR)                        | Kantar (FR)        |
| 母 Ship Yard (GB) 1963 栗毛 | 母の母Paving Stone (GB) 1946 鹿毛  | Rosetta (GB)                       | Rose Red (GB)                      |                    |
| 母系(F-No.)                 | (FN:1-w)                           | (FN:1-w)                           | (FN:1-w)                           | [ § 3 ]            |
| 5代内の近親交配             | Solario5×5=6.25%                   | Solario5×5=6.25%                   | Solario5×5=6.25%                   | [ § 4 ]            |
| 出典                        | 1. 2. 3. 4.                        | 1. 2. 3. 4.                        | 1. 2. 3. 4.                        | 1. 2. 3. 4.        |